# Cáparra

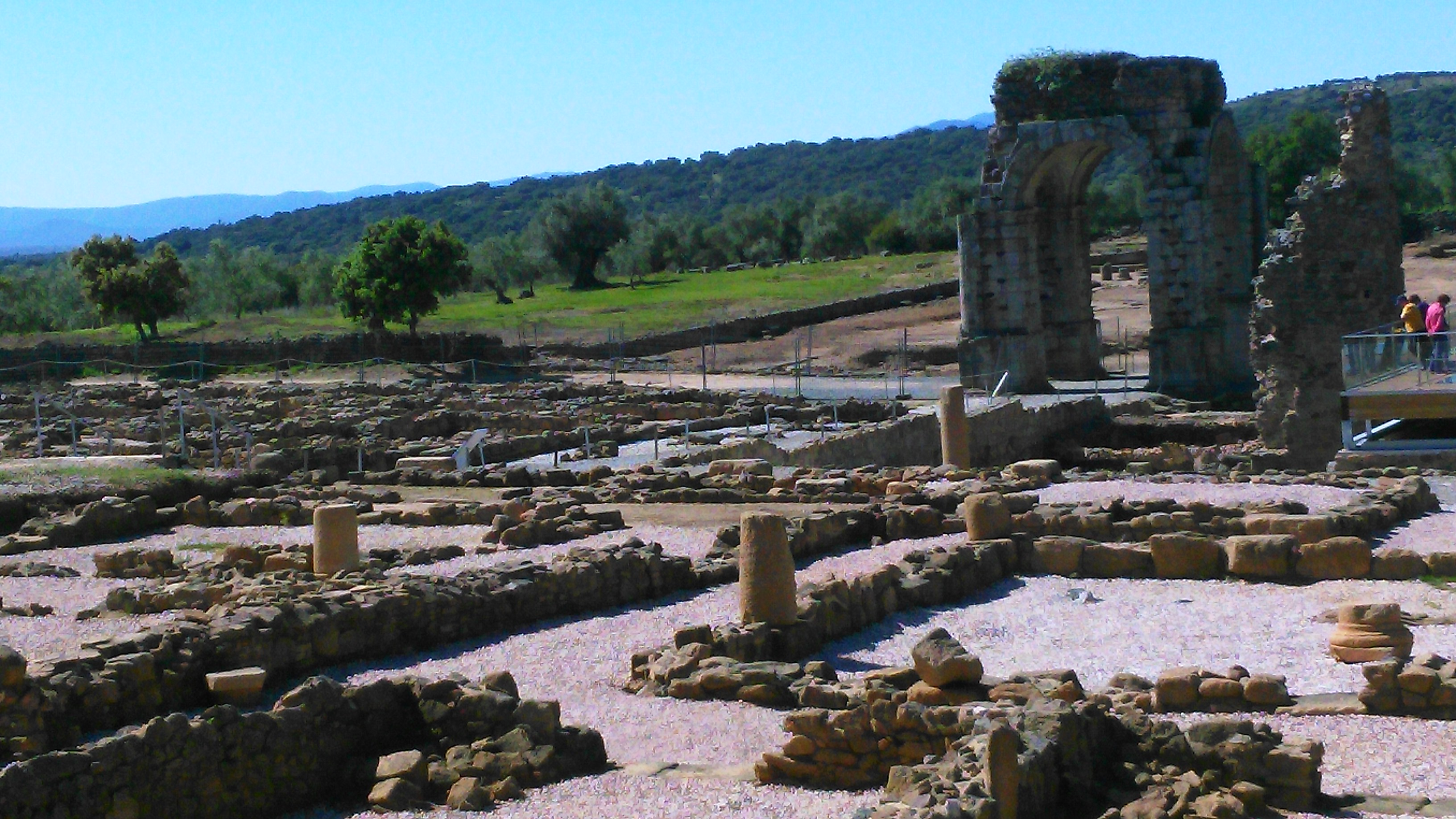
Ciudad romana de Cáparra

Cáparra fue una ciudad romana situada entre los términos municipales de Guijo de Granadilla y Oliva de Plasencia, Cáceres. Formó parte del Convento Emeritense, en la provincia de la Lusitania, cuya capital política era Augusta Emerita.
La ciudad estuvo amurallada con una extensión aproximada de 15-16 ha, y un perímetro aproximado de 1525 m, aunque está atestiguado que en el área noroeste de la ciudad hubo muchas viviendas situadas a extrarradio de la ciudad, con lo que el área poblacional inicial antes del amurallamiento, pudo reducirse posteriormente a la construcción de una muralla como defensa, al igual que muchas de las ciudades romanas cercanas a finales del siglo III, en previsión de los acontecimientos que ya se vislumbraban de incursiones de bárbaros, salteadores y grupos desertores del ejército, que ya discurrieron por estos entornos.
La ciudad fue más pequeña, pero no menos importante que otras ciudades romanas de la península ibérica, ya que los geógrafos antiguos citaban la ciudad, encontrándose entre los principales núcleos urbanos entre el río Tajo y la sierra de Gredos, junto con Caurium (Coria), Augustóbriga (Talavera la Vieja) y Egitania (Idanha-a-Velha). 
Su organización urbana corresponde a un planteamiento ortogonal, teniendo como eje principal la Vía de la Plata, que la atraviesa de norte a sur.
El nombre de la ciudad no es de origen latino, sino prerromano, probablemente vetón, relacionado con esta cultura. Se le conocen otros nombres, como Capara, Cappara, Capera o Kapasa. Posiblemente su significado viniera de estas raíces, que podrían significar lugar de intercambio, trueque o mercado, ya que la situación de Cáparra es un cruce de caminos, uno hacia el valle de río Jerte a través del puerto de San Gamello, en las estribaciones de la Sierra del Gordo, en el término municipal de Oliva de Plasencia y otro camino que se dirigía hacia el norte, este y oeste a través de los puentes romanos del Ambroz y el Pontón en el término de Guijo de Granadilla, en el río Alagón.

## Geografía
Las ruinas de la ciudad romana de Cappera, Cappara, actualmente Cáparra, se encuentran entre dos fincas, donde se ubica este enclave arqueológico, una de ellas la finca Monte Moheda y la finca Casablanca, situadas en los términos de Oliva de Plasencia y Guijo de Granadilla, localidades que se encuentran en el valle del Alagón, y concretamente en el valle del Ambroz, por donde discurre el río llamado río Ambroz y también conocido como río Cáparra. 
Se llega a Cáparra desde la A-66 o la N-630, tomando el desvío hacia Guijo de Granadilla, o desde el cruce de Villar de Plasencia.

## Historia

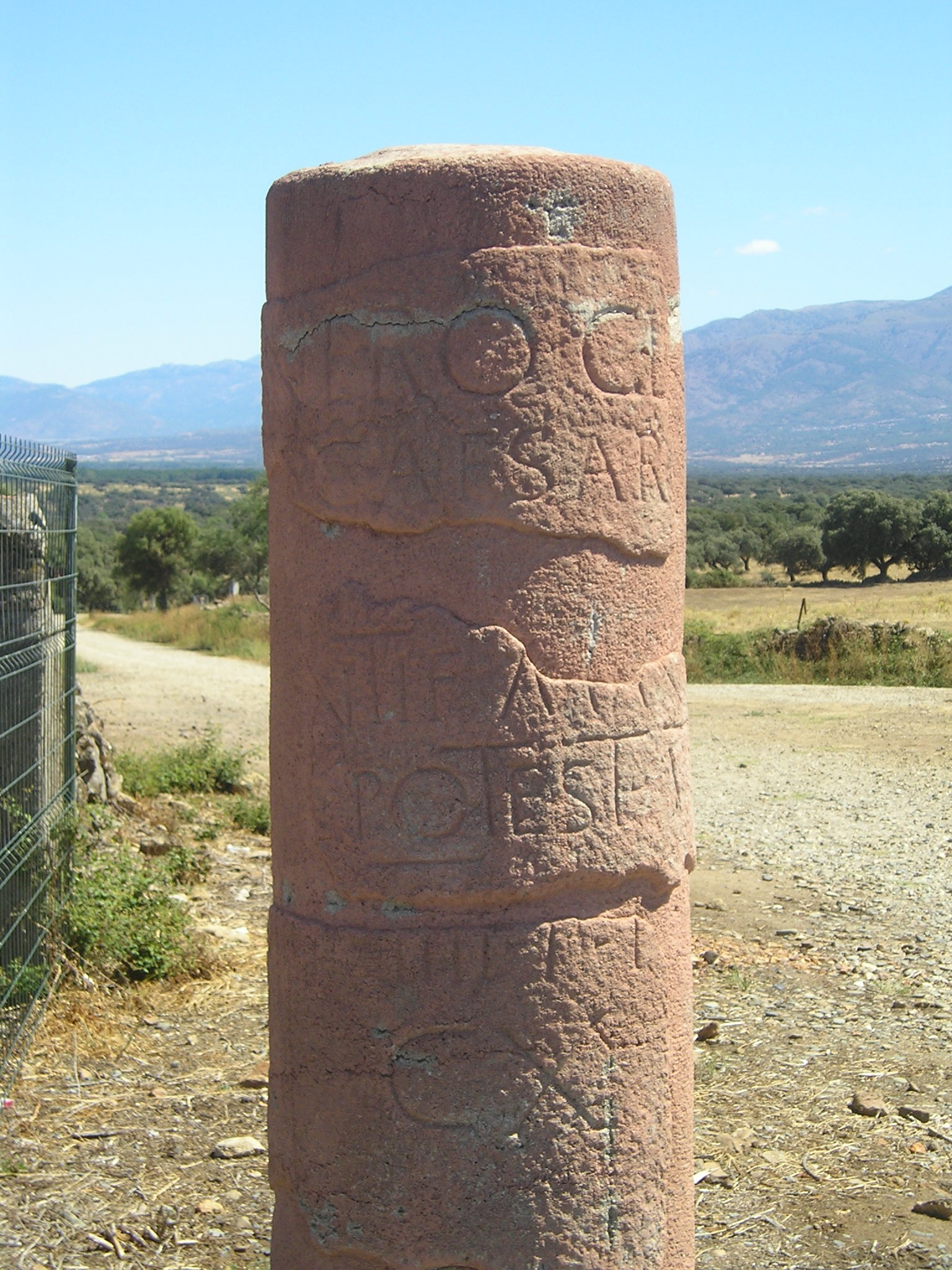
Miliario de Nerón en la Vía de la Plata en Cáparra

La existencia de un enclave de Caparra como núcleo de población prerromana no ha sido resuelto definitivamente, ya que algunos autores dan origen indígena.  Sin embargo, el topónimo de Capera es sin duda de origen prerromano. La existencia de la ciudad está muy bien documentada desde la antigüedad. Ptolomeo la menciona como Kapasa formando parte del territorio de los vettones, pero otros historiadores lo hacen dentro del lusitano, por lo que se puede concluir que la ciudad estaba en el límite entre ambos pueblos.
Los romanos concedieron inicialmente a Cáparra el estatus de ciudad estipendiaria. Es decir, la población tenía que pagar un canon y contribuir al ejército romano, pero tenía derecho propio, su propia moneda y sus tierras. A partir del año 74, cuando el emperador Vespasiano proclamó el Edicto de Latinidad para las provincias hispanas, la ciudad accedió a la categoría de municipio de derecho latino -municipium con ius latii minor-, aunque se desconoce el momento exacto bajo la Dinastía de los Flavios en el que fue promocionada a este estatuto. Sus habitantes, al adquirir la ciudadanía romana por desempeñar magistraturas, quedaban adscritos a la tribu Quirina. A partir de ese momento, Capara comenzó su verdadero despliegue y desarrollo como ciudad siguiendo la arquitectura propia de las ciudades romanas, quedando de ese periodo numerosos restos, entre ellos el famoso arco, su símbolo inequívoco. 
En el año 198, tras la victoria de Septimio Severo sobre Clodio Albino, al que habían apoyado las autoridades políticas romanas de Hispania y buena parte de las comunidades cívicas, el Ordo Caparensium erigió una inscripción, posiblemente con estatuas, en honor de la mujer del nuevo amo del Imperio, Julia Domna, señalando su condición de esposa de Severo y madre del joven César Caracalla y de los soldados.

### Despoblamiento y menciones posteriores
Durante la Alta Edad Media, la ciudad empieza a despoblarse, acentuándose el abandono a partir de la invasión musulmana, y posteriormente no existen datos de que fuera repoblada una vez que el territorio fue conquistado por los reinos cristianos. 
Entre la época romana y el siglo XII prácticamente no existe información. La invasión musulmana no proporciona ninguna mención ni siquiera como lugar de tránsito hacia la Meseta pese a estar enclavada en plena vía de comunicación.
Una cita atribuida al siglo XII, aunque pudiendo ser anterior, en el pasaje Cronicón del PseudoTurpin, en el capítulo III, libro IV del Liber Sancti Iacobu en el Codex Calixtinus de la catedral compostelana. El pasaje en cuestión sirve para dar énfasis a las hazañas de Carlomagno, pero hace referencia a la despoblación de varias ciudades como Lucerna, Ventosa, Adenia y de Capera.
Las restantes menciones surgirán a partir del siglo XII y serán cada vez más frecuentes a medida que nos aproximemos al siglo XIX con valoraciones acerca de su estado y explicaciones sobre su despoblación.
Existen autores que defienden que la ciudad fue repoblada por un corto periodo de tiempo durante la reconquista, pero puede desprenderse por las bulas de Lucio III de 1144 y la de Urbano III de 1145, que estos repobladores no tenían conocimiento de la realidad en que se hallaba la antigua ciudad, ya que casi todas las incursiones y repliegues de tropas cristianas se realizaron desde Ciudad Rodrigo hacia Coria a través de la Sierra de Gata, por la denominada vía Dalmacia.
Desde el punto de vista jurisdiccional el espacio urbano quedó dividido entre los dominios del Duque de Alba al norte de la calzada y las tierras de realengo de Plasencia al sur, y a su vez repartida dentro de varios términos municipales que surgieron a partir de la Edad Media y Edad Moderna como una prueba más de la inexistencia de cualquier función urbana.
Luis de Toro, uno de los historiadores placentinos más significativos, escribe en 1573 que Cáparra jamás fue la primitiva sede episcopal de Plasencia, y hace alusión a que su despoblación es anterior a la fundación de esta última ciudad.
Varios autores del Renacimiento citan Cáparra por la presencia en ella de ruinas y hacen especial alusión al arco y a las inscripciones. Entre estas, muchas hacen referencia a la existencia de un segundo arco. 
Ya en las Relaciones Topográficas realizadas en la época de Felipe II, hacia la década de 1570, y en las repuestas de Guijo de Granadilla se da cuenta de esta duplicidad de arcos. La noticia de Fray Francisco de Coria, ya en el siglo XVII, confirma la presencia de dos arcos, uno que denomina el Castillo (tetrapylum) y otro que denomina arco triunfal.  El primero de los arcos pudo ser la puerta de la villa, citada en 1491 y que más tarde parece que destruyeron los vecinos de Guijo de Granadilla según se refleja en el documento de 1796:

Así mismo había un Arco grande que deshicieron los vecinos de la Villa de Guijo de Granadilla, del Duque de Alba, con animo de llebarle para una hermita; pero salieron las piedras tan grandes, y de tanto peso, que no pudieron conducirlas, le dejaron en este estado en el año de 1728 (A.H.N.leg. 4049,)

En este mismo documento se acredita que en 1730 se conocían 8 vecinos en Cáparra: cuatro mesoneros, un abastecedor de vino y aceite y tres labradores, todos ellos "regulados" en Guijo de Granadilla.
En 1791 con motivo del Interrogatorio formado de orden del Consejo para la visita de la provincia de Extremadura con motivo de la creación de la Real Audiencia de Extremadura, Cáparra ya no existe. En este mismo interrogatorio se indica que los vecinos que quedaban en la llamada Venta de Cáparra se trasladaron al Villar de Plasencia y la Oliva de Plasencia.
La situación de abandono y carácter marginal de Cáparra se agravará aún más con el trazado y la construcción definitiva de la actual carretera, la N-630 que data de 1855 y junto con el ferrocarril, ya en el siglo XX, hace que se abandone definitivamente el uso del antiguo camino.

## Restos arqueológicos
Las primeras excavaciones del yacimiento se realizaron dos campañas durante las que se descubrieron los restos del llamado templo de Júpiter, por la inscripción allí encontrada, y tres necrópolis. También pudo delimitar la ciudad y realizar un primer plano de la ciudad en el que localizó el arco, el templo de Júpiter, el anfiteatro, el embalse y diversas viviendas. Excavaciones y estudio realizado por Antonio Floriano en 1929. 
Los trabajos arqueológicos no volvieron a realizarse hasta la década de los sesenta, centrándose en el anfiteatro y en los edificios cercanos al arco. A partir de 1988, año en que los terrenos fueron adquiridos por la Diputación de Cáceres, la Universidad de Extremadura realizó varias campañas de prospección. Desde 2001, una nueva serie de excavaciones ha permitido conocer las termas públicas frente al foro, un área doméstica, las tabernae, la puerta sureste, de la que partía el cardus maximus, el anfiteatro y un tramo de la vía romana en su trayecto urbano.
El decumanus maximus era la calle más importante de la ciudad y la de mayor amplitud, con una calzada de casi cinco metros de anchura, pavimentada con losas poligonales de granito y dotada de un sistema de recogida de aguas. A él daban fachada los principales edificios y las viviendas más lujosas.
Era, además, el centro de la vida comercial de Cáparra y en las plantas bajas de los edificios se disponían un buen número de establecimientos comerciales, tabernae, pequeñas tiendas que abastecían a los vecinos de todo tipo de productos y que ocupaban pórticos de unos dos metros de anchura separados de la calzada mediante un pequeño murete sobre el que apoyaban columnas. En las entradas a las viviendas el murete se interrumpía para permitir el acceso. 
Después de la reconquista, no muy lejos del tetrapylum se construyó un edificio regilioso de culto cristiano bajo la advocación de la Virgen de la Bella Flor, sin que pueda asegurarse en qué momento, ni en que punto de la ciudad fue elevado, y si realmente lo que se hizo fue reaprovechar las cimentaciones de algún edificio de la época romana.

### Arco

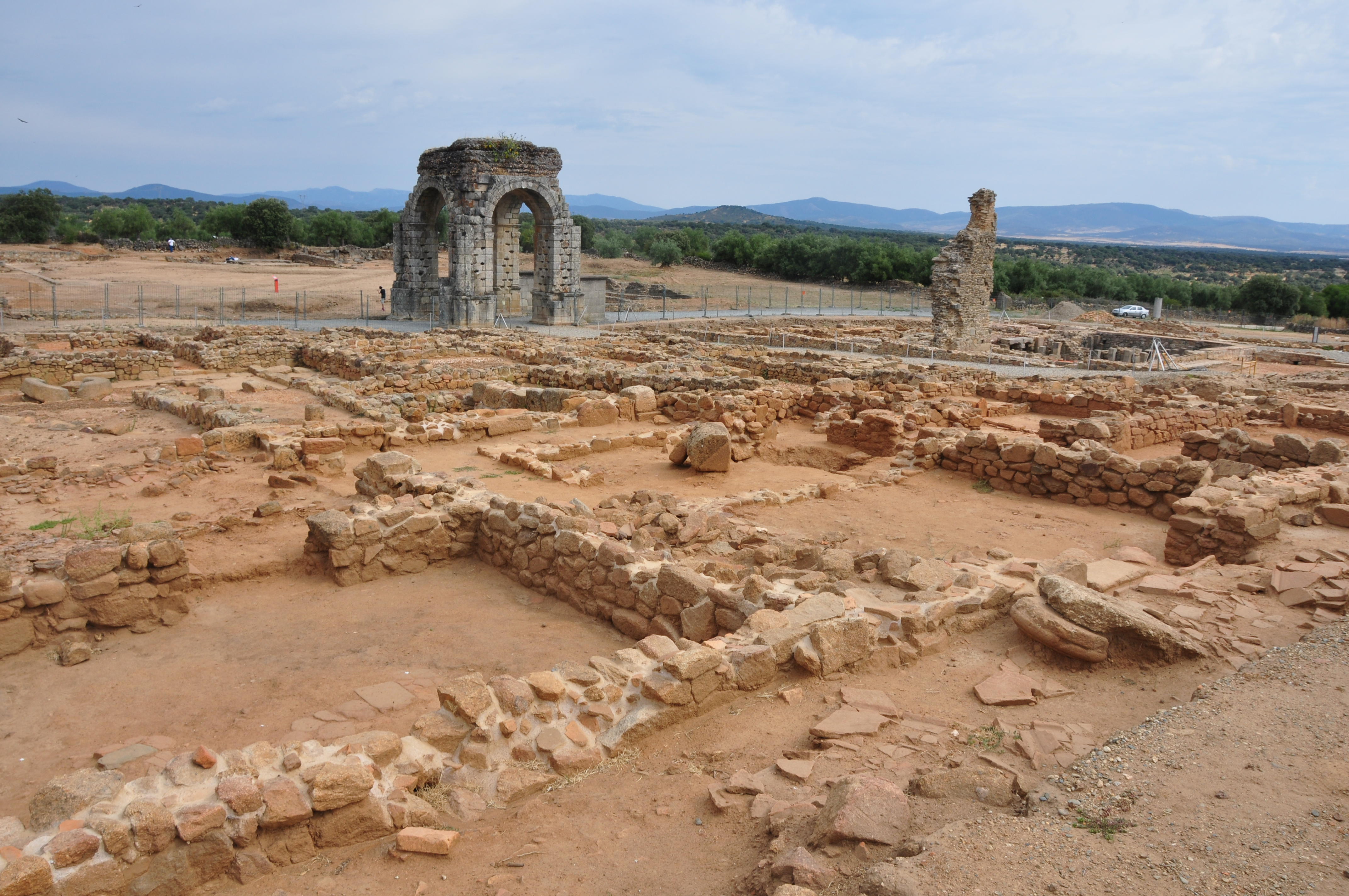
Vista general del yacimiento. Al fondo, el célebre arco cuadrifronte

El conocido tetrapylum es el edificio más importante que ha sobrevivido hasta la actualidad. Se trata de un arco cuadrifronte, el único en España de sus características. Se sitúa en el centro de la ciudad, bordeado por el Foro y los baños públicos y otros monumentos principales. Es muy probable que en él confluyeran las dos calles principales: el cardo y el decumano.
situado a 450 m, desde el centro del arco cuadrifronte de la ciudad, situado entre el decumanus máximo y el cardo máximo en la cota 400 msnm. La ciudad se encuentra situada entre las cotas 408 m s. n. m., la más elevada y los 380 m, de la zona más baja cercana al río a tan solo 255 m, de la muralla de la ciudad. Podríamos decir que la ciudad se encuentra en un pequeño promontorio o acrópolis, y una ladera.
Se encuentra muy bien documentado, gracias a las inscripciones conservadas en él y en concreto a una que está en el pilar de la derecha del frente sur del monumento, en la que se alude a Marcus Fidius Macer, a un nuevo Fidius Macer, así como a Bolosea, hija de Pellus, su mujer. Se da a entender que este Fidius Macer fue la persona que mandó erigir el arco cumpliendo de este modo el testamento de sus padres. Por otras inscripciones se sabe de la relevancia de este ciudadano de Capera, pues se le menciona tres veces como magistrado, dos veces dunviro y como praefectus fabrum, o jefe de los obreros municipales, y que estuvo casado con Iulia Luperca. En cuanto a la fecha de su erección, se le sitúa en la época Flavia, a finales del siglo I.
Tiene unas medidas en su planta de 8,60 m por 7,35 m, estimándose una altura de 13,30 m en su estado originario. El monumento se eleva sobre cuatro pilares que soportan cuatro arcos de medio punto adornados con una arquivolta o moldura que envuelve el trasdós. Cada pilar se asienta sobre un basamento rematado por una cornisa bastante resaltada. Los frontales norte y sur disponen de dos pedestales adosados sobre los que se colocarían esculturas representativas de las parejas citadas en las inscripciones. No sería de extrañar que, por sus dimensiones, en los pedestales del norte se encaramaran retratos ecuestres, al menos así lo presenta García Bellido en la reconstrucción ideal del arco.
El 3 de junio de 1931 fue declarado monumento histórico-artístico. En la actualidad tiene el estatus de Bien de interés cultural, en la categoría de Monumento, con código RI-51-0000484.

### Termas
Las termas públicas de Cáparra se localizan en el extremo noroeste de la antigua ciudad romana, junto al decumanus maximus o calzada de La Plata. Su primera fase de construcción corresponde a época Flavia, que es cuando la ciudad obtiene el rango de municipium.

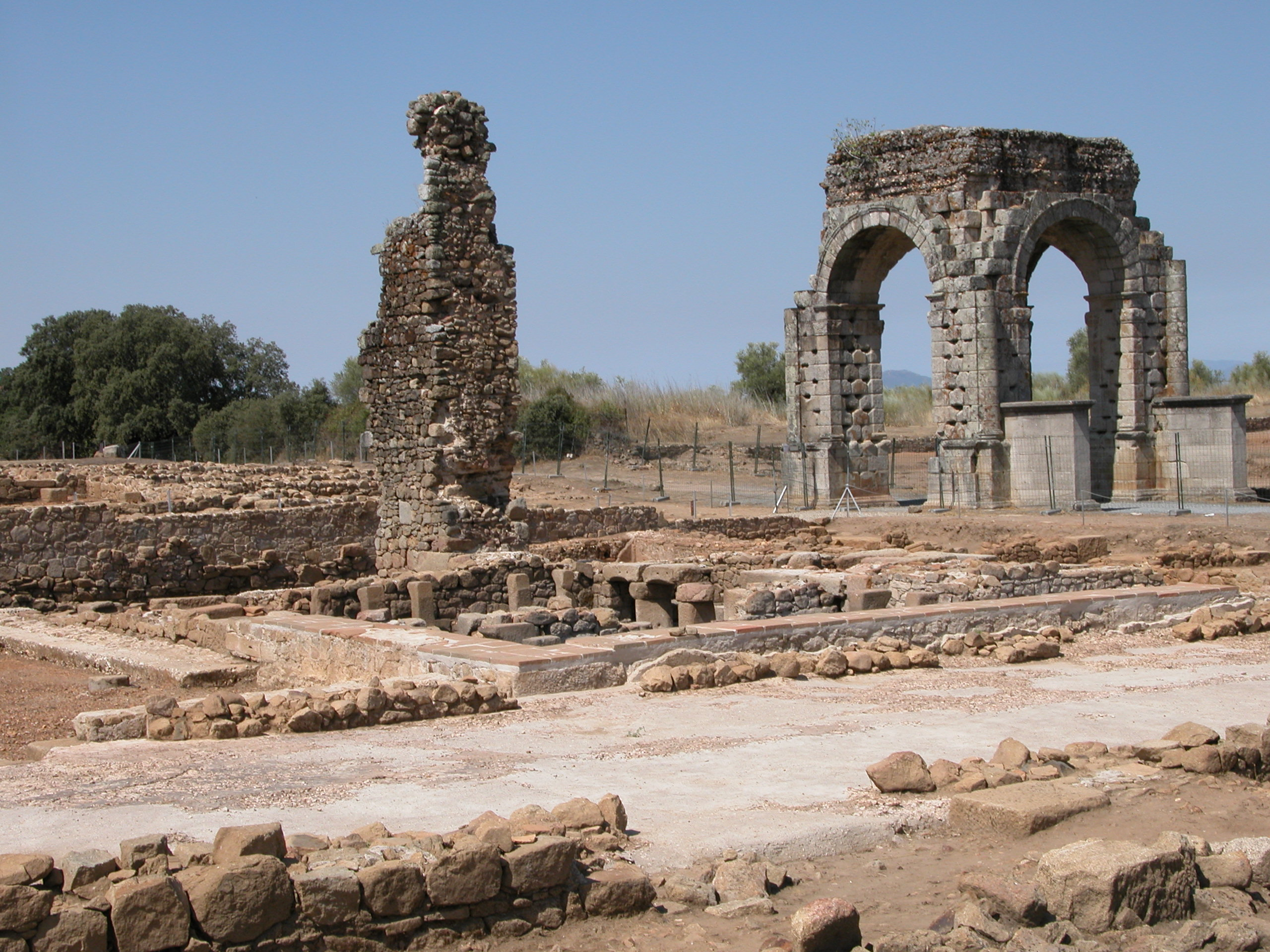
Vista de las termas públicas de Cáparra desde la vía Decumana, con el arco cuadrifronte al fondo

Se trata de un edificio de planta cuadrada con una orientación norte-sur. Los baños propiamente dichos están situados en el centro de la construcción, diferenciado tanto a un lado como al otro por dependencias anexas y que comprenden en su totalidad el conjunto termal. Por el lado sur está la Palestra, y por el lado norte hay varias tabernae, que pueden atribuirse a almacenes de leña u oficinas administrativas. Las dimensiones son: 33 m de longitud y 36 m de anchura. A las termas se accedía por el lado oeste, por una de las calles que confluían al Decumano, paralela al Cardo principal.
El sistema de abastecimiento de agua del edificio aún no se ha podido detallar con exactitud, si bien se sabe que una canalización exterior de tubos cerámicos, traía agua por la acera del decumanus hasta la fuente situada en la palestra. No se han encontrado manantiales en la ciudad y se supone que el suministro de agua procedía de un embalse llamado de Casa Blanca situado al sur de la misma.